# Bartolomé Leonardo de Argensola
Bartolomé Juan Leonardo de Argensola (Barbastro, Huesca, 26 de agosto de 1562 — Saragoça, 4 de fevereiro de 1631) foi um poeta e historiador espanhol do Século de Ouro.

## Biografia

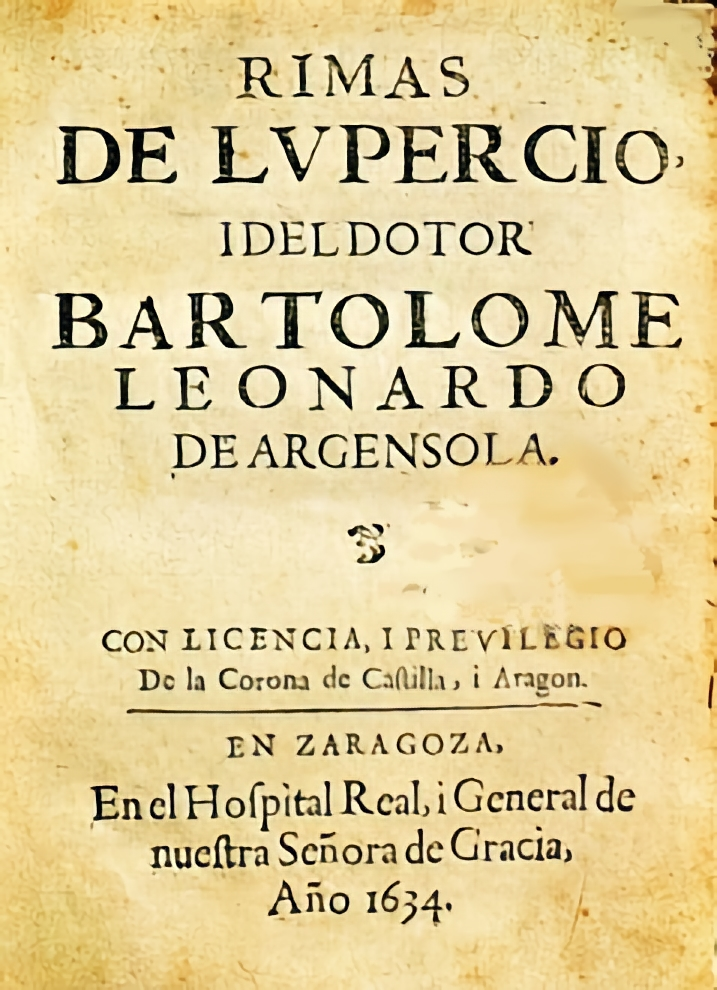
Página inicial das Rimas dos Argensola, Saragoça, 1634

Após uma educação primária em Barbastro, em 1574 foi para Huesca para estudar Filosofia e Jurisprudência, e mais tarde estudou Retórica, língua grega e História Antiga em Saragoça sob a orientação de Andrés Scoto. Depois disso, foi para Salamanca, onde estudou Direito canônico e Teologia entre 1581 e 1584. Durante este período, teve a oportunidade de conhecer Luis de León com quem compartilhou o interesse pelos clássicos. Suas primeiras composições poéticas datam deste tempo. Naquele mesmo ano, foi ordenado sacerdote graças a uma autorização papal, pois com vinte e dois anos ainda não estava em idade canônica de receber o ministério.
Entre 1584 e 1586 Bartolomé e seu irmão Lupercio foram protegidos por Fernando de Gurrea y Aragón, 5.º duque de Villahermosa. Serviu como reitor da paróquia das propriedades do duque até a morte deste em 1592, de onde ganhou o apelido de "reitor de Villahermosa". Em 1601 foi nomeado capelão da imperatriz Maria da Áustria e, após sua morte em 1603, seguiu para Valladolid, para onde se transferiu a corte real, e, em seguida, para Madri, em 1609 e 1610, onde publicou a Conquista de las Islas Molucas, trabalho encomendado pelo conde de Lemos, presidente do Conselho das Índias. Nestes anos conheceu Cervantes e Lope de Vega e fez viagens esporádicas a Saragoça, onde era fiscal da Academia Imitatória, o mais conhecido dos salões literários aragoneses do Barroco.
Em 1613 fez parte da comitiva de literatos que acompanhou o conde de Lemos em sua posse no Vice-Reino de Nápoles, onde participou das atividades da Academia dos Ociosos. No mesmo ano da morte de seu irmão (1613), se candidatou ao cargo que deixou vago como cronista do Governo do Reino de Aragão, sendo-lhe concedido o cargo em 1615. Neste mesmo ano foi nomeado cônego da Catedral do Salvador de Saragoça e em 1618 foi nomeado cronista-mor da Coroa de Aragão.
Foi contemporâneo de Miguel de Cervantes (a quem ele elogiou no "Canto de Calíope" de La Galatea) de Luis de Góngora y Argote e de Félix Lope de Vega. Em sua poesia, que foi difundida manuscrita até ser publicada juntamente com a de seu irmão em 1634, destaca o seu classicismo, que se conecta com a poesia latina, sem seguir as correntes conceptistas ou gongoristas da época. Também se opôs, junto com seu irmão, às novidades da dramaturgia de Lope de Vega.
Seu modelo mais imitado é Horácio, traduzido impecavelmente pelos dois irmãos, de quem tomam a dicção elegante e a clareza de pensamento, transmitido por um verso fluido e depurado depois de um paciente trabalho de revisão. Também admiravam o seu compatriota Marcial, de quem aprenderam o gosto pelo epigrama e a sátira, mas sempre fugindo do vulgar e do latinismo bruto. Compôs também canções, epigramas, sátiras, epístolas e traduziu salmos e odes de Horácio.
Suas obras poéticas foram compiladas por seu sobrinho junto com as de Lupercio, e publicadas sob o título Rimas de Lupercio y del doctor Bartolomé Leonardo de Argensola em 1634.
Como cronista diversificou seu interesse entre diversos temas: deu continuidade aos Anais da Coroa de Aragão de Jerónimo Zurita, escreveu as Alteraciones populares de Zaragoza en 1591 (revoltas que testemunhou juntamente com seu irmão Lupercio) e a Historia de las islas Malucas (1609), a conquista da ilha de Ternate.

## Obras

### Poesia

#### Completa
- Rimas de Lupercio y del doctor Bartolomé Leonardo de Argensola, Zaragoza, s. d., 1634. Foi editada posteriormente em Madri, em 1786.

#### Dispersa
- Octavas en alabanza de Orden de la Merced.
- Sátira del Incógnito (manuscrito).

### Prosa
- Discurso historial, s. d., 1590. Publicado na Memoria.
- Advertimientos a los Diputados del Reino de Aragón de las partes que ha de tener el perfecto coronista.
- Alteraciones populares de Zaragoza. Año 1591. Edição atual de Gregorio Colás Latorre (Saragoça, Instituição Fernando el Católico, 1996). Arquivo em pdf
- Apología, Madri, s. d., 1609.
- Comentarios a una carta del rey  Fernando el Católico.
- Comentarios para la Historia de Aragón. Manuscrito.
- Conquista de las islas Molucas, Madri, Alonso Martín, 1609. 409 págs. em fólio.
- Menipo litigante, Demócrito, Dédalo (ca. 1585-1598).
- Primera parte de los Anales de Aragón, que prosigue los del Secretario Gerónimo Zurita desde el año MDXVI del Nacimiento de Nuestro Redentor, Saragoça, Juan de Lanaja, 1630, em fólio.

Também várias cartas são preservadas em latim e castelhano, uma dirigida a Juan Briz Martínez, abade do Mosteiro de San Juan de la Peña com comentários sobre um projeto de História de Navarra.

### Traduções
- Benito de Canfield (William Fitch), Regla de perfección, Saragoça, Juan de Lanaja, 1628. Tradução do latim.
- Metaphrastes, Simón, Vida y martirio de San Demetrio, s. d. Tradução do latim e por encomenda da imperatriz Maria da Áustria.
- Diálogo de Mercurio y la virtud de Luciano, do grego.

### Edições
- Por encomenda do Governo do Reino de Aragão, editou em 1624 uma nova compilação dos Fueros y Observancias del Reyno de Aragón com um prólogo introdutório escrito de sua mão.

### Obra poética
- Biblioteca Virtual Miguel de Cervantes: Títulos digitalizados de Bartolomé Leonardo de Argensola(sonetos).
- Seleção poética de Bartolomé Leonardo de Argensola

### Obra histórica
- Información de los sucesos del Reino de Aragón en los años de 1590 y 1591, Saragoça, Diputación del General del Reino de Aragón, 1604. Pub. em Madri, Imprensa Real, 1808. Ed. fac-símile Saragoça, Edizións de l' Astral y el Justicia de Aragón, 1991. Copia digital. Saragoça, 2002.
- Gregorio Colás Latorre (ed., estudo e notas), Alteraciones populares de Zaragoza, año 1591, Saragoça, Instituição "Fernando el Católico", 1995.

### Biografia e estudos
- Voz «Argensola, Bartolomé Juan Leonardo de», na Gran Enciclopedia Aragonesa (on-line)
- Artigos filológicos na edição digital sobre Bartolomé Leonardo de Argensola
- Otis H. Green, «Bartolomé Leonardo de Argensola y el reino de Aragón», Archivo de Filología Aragonesa, IV, Saragoça, Instituição «Fernando el Católico», 1953, págs. 7-112. ISSN 0210-5624
- Alberto Montaner Frutos, «Leonardo de Argensola, Bartolomé Juan», em Diccionario Filológico de Literatura Española (siglo XVII), P. Jauralde (dir.), Madri, Castalia, 2010 (Nueva Biblioteca de Erudición y Crítica, 31), vol. I, págs. 679-701.